# Studio 105
Studio 105 es el tercer disco de la artista caboverdiana Mayra Andrade, editado por Sony y lanzado en 2010. Munir Hossn toca la guitarra, Ze Luis Nascimento la percusión, y Rafael Paseiro el bajo. El álbum se grabó en septiembre de 2010 en la Maison de la Radio en París frente a una pequeña audiencia. La mayoría de las canciones del álbum son canciones publicadas anteriormente en los dos primeros discos de Andrade pero arreglado diferente, excepto "Keuha ki ki beu ta bai" y las dos covers ("La Javanaise" de Serge Gainsbourg y "Michelle" de The Beatles).

## Lista de canciones
1. "Kenha ki ben ki ta bai"
2. "Tchápu na Bandera"
3. "Dimokránsa"
4. "Seu"
5. "Stória, Stória..."
6. "Dispidida"
7. "La Javanaise"
8. "Odjus fitchádu"
9. "Tunuka"
10. "Michelle"
11. "Lapidu na Bo"